# John Spencer-Churchill, X duca di Marlborough
John Albert William Spencer-Churchill, X duca di Marlborough (Londra, 18 settembre 1897 – Woodstock, 11 marzo 1972), denominato Marchese di Blandford fino al 1934, era un pari britannico.

## Biografia

### Infanzia

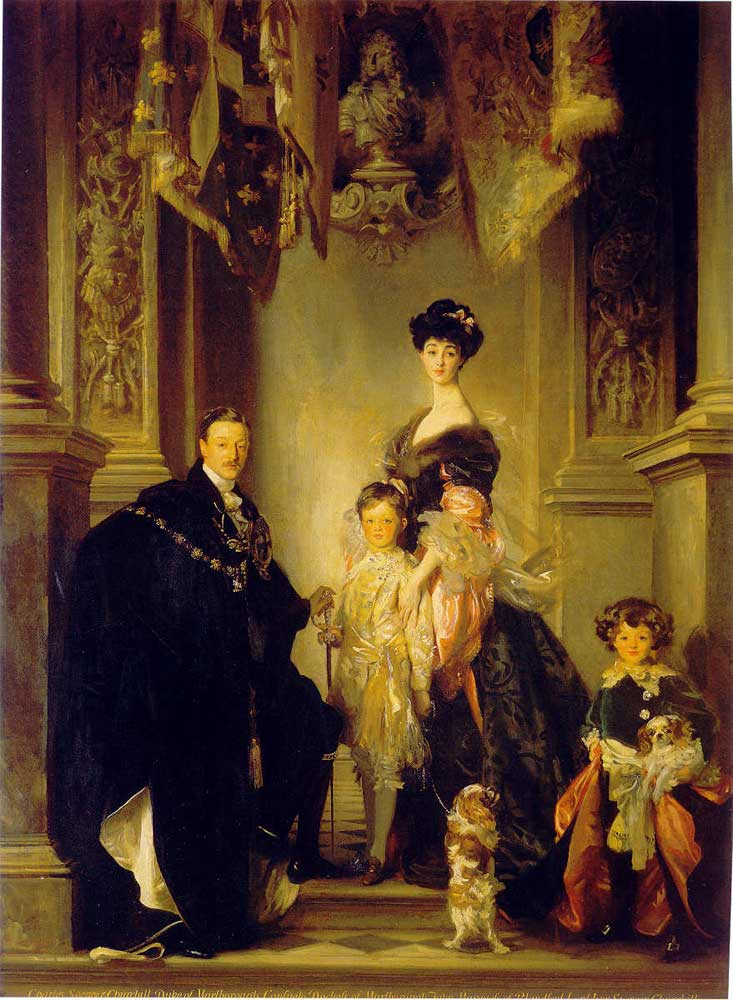
La famiglia del Duca di Marlborough ritratta da John Singer Sargent. Al centro il piccolo John Spencer-Churchill, futuro X duca di Marlborough

Marlborough nacque a Londra come il primo dei due figli maschi nati da Charles Spencer-Churchill, IX duca di Marlborough e dalla sua prima moglie, Consuelo Vanderbilt, un'ereditiera americana.

### Carriera
Prima di ereditare il ducato nel 1934 egli fu tenente colonnello delle Life Guards. È stato sindaco di Woodstock dal 1937 al 1942.

### Primo matrimonio

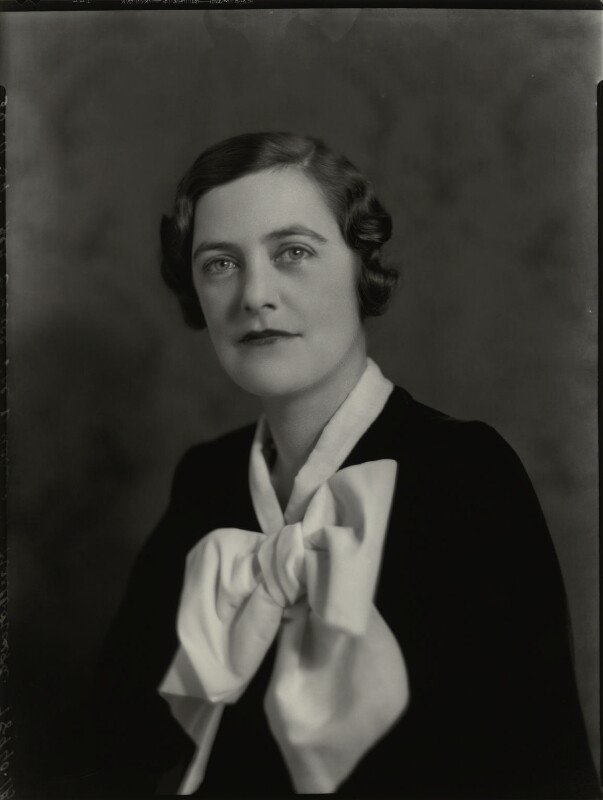
Alaxandra Mary Cadogan, duchessa di Marlborough

Marlborough sposò la sua prima moglie, The Hon. Alexandra Mary Cadogan (22 febbraio 1900 – 23 maggio 1961), il 17 febbraio 1920 a Londra, una figlia di Henry Cadogan, visconte Chelsea, il figlio ed erede di George Cadogan, V conte Cadogan. Ebbero due figli maschi e tre femmine.

### Secondo matrimonio
Sei settimane prima della sua morte, il 26 gennaio 1972, il Duca sposò la sua seconda moglie, (Frances) Laura Canfield née Charteris (Londra, 10 agosto 1915 – 1990), la vedova dell'erede editoria americana Michael Temple Canfield (la cui prima moglie era stata Caroline Lee Bouvier, la sorella di Jacqueline Kennedy Onassis). La Canfield era la seconda figlia femmina The Hon. Guy Lawrence Charteris (23 maggio 1886 - 1967), secondo figlio maschio di Hugo Charteris, XI conte di Wemyss, e di sua moglie Frances Lucy Tennant (1887 - 5 novembre 1925). La sorella maggiore di Laura, Ann Geraldine Mary Charteris (19 giugno 1913 - 1981), sposò lo scrittore Ian Fleming. Laura stessa era stata in precedenza sposata e divorziata da Walter Long, II visconte Long e William Ward, III conte di Dudley.

### Morte

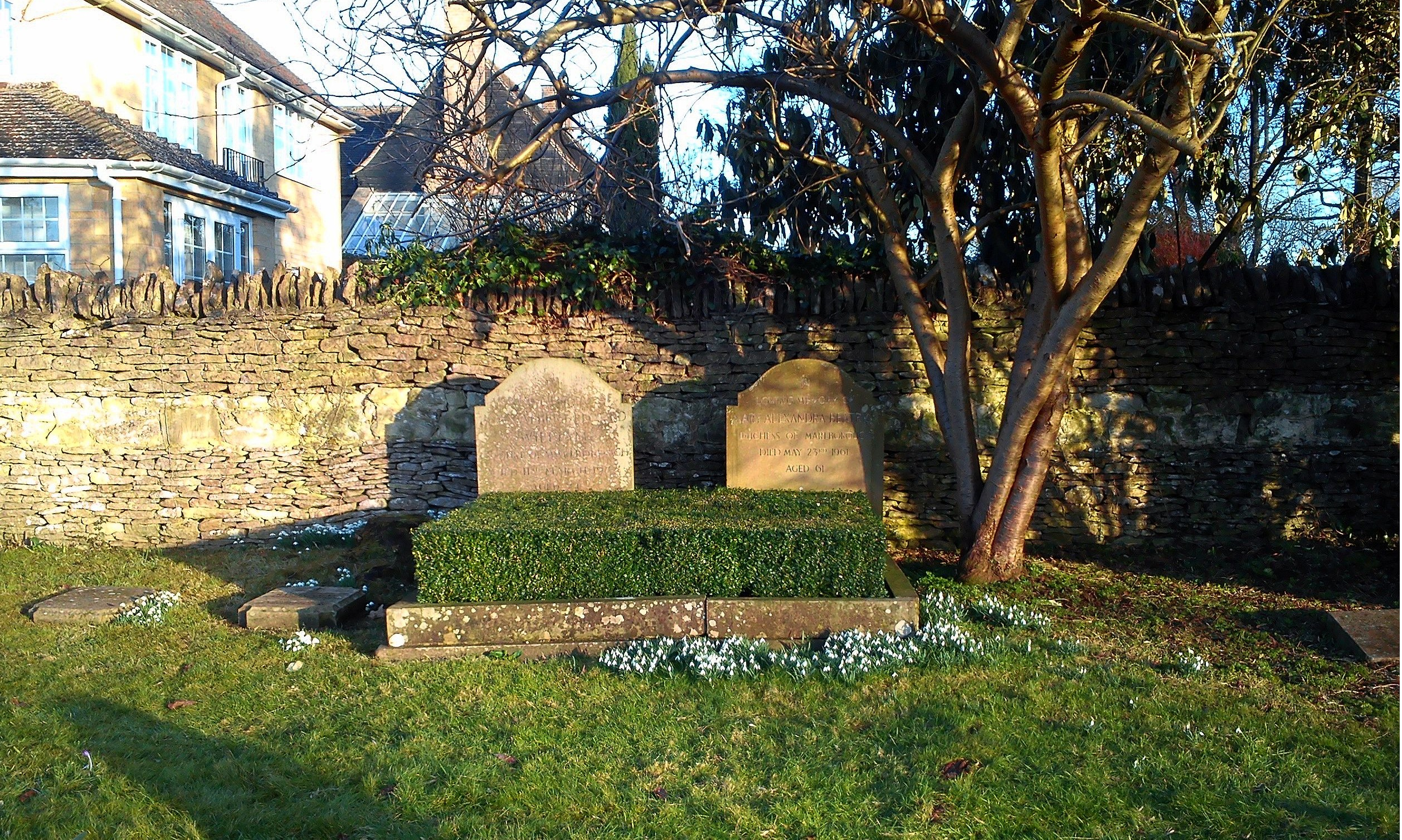
Le tombe del Duca e della Duchessa di Marlborough

Al Duca successe suo figlio John Spencer-Churchill, Marchese di Blandford. Fu sepolto nella cripta sotto la cappella della sua antica dimora ancestrale di Blenheim Palace.

## Discendenza
Dal matrimonio tra Lord Malborough e The Hon. Alexandra Mary Cadogan nacquero:
- Lady Sarah Consuelo Spencer-Churchill (Londra, 17 dicembre 1921 – 2000)
- Lady Caroline Spencer-Churchill (Londra, 12 novembre 1923 – 1992)
- John George Vanderbilt Henry Spencer-Churchill, XI duca di Marlborough (Londra, 13 aprile 1926 - 2014)
- Lady Rosemary Mildred Spencer-Churchill (nata a Londra, 24 luglio 1929), dama di compagnia della Regina Elisabetta II;
- Lord Charles George William Colin Spencer-Churchill (nato a Londra, 13 luglio 1940)

Dal secondo matrimonio con Laura Canfield, invece, il Duca non ebbe figli.

## Ascendenza
|                                                       |                              |                                        | Genitori                                         |  |  | Nonni |  |  | Bisnonni                                           |  |  | Trisnonni                                            |  |
|                                                       |                              |                                        |                                                  |  |  |       |  |  | 8. John Spencer-Churchill, VII duca di Marlborough |  |  | 16. George Spencer-Churchill, VI duca di Marlborough |  |
|                                                       |                              |                                        |                                                  |  |  |       |  |  | 8. John Spencer-Churchill, VII duca di Marlborough |  |  | 16. George Spencer-Churchill, VI duca di Marlborough |  |
|                                                       |                              | 17. Lady Jane Stewart                  |                                                  |  |  |       |  |  | 8. John Spencer-Churchill, VII duca di Marlborough |  |  |                                                      |  |
| 4. George Spencer-Churchill, VIII duca di Marlborough |                              |                                        |                                                  |  |  |       |  |  | 8. John Spencer-Churchill, VII duca di Marlborough |  |  |                                                      |  |
|                                                       |                              | 9. Lady Frances Anne Vane              | 18. Charles Stewart, III marchese di Londonderry |  |  |       |  |  |                                                    |  |  |                                                      |  |
|                                                       |                              | 9. Lady Frances Anne Vane              | 18. Charles Stewart, III marchese di Londonderry |  |  |       |  |  |                                                    |  |  |                                                      |  |
|                                                       |                              | 9. Lady Frances Anne Vane              | 19. Lady Frances Vane-Tempest                    |  |  |       |  |  |                                                    |  |  |                                                      |  |
| 2. Charles Spencer-Churchill, IX duca di Marlborough  |                              | 9. Lady Frances Anne Vane              |                                                  |  |  |       |  |  |                                                    |  |  |                                                      |  |
|                                                       |                              | 10. James Hamilton, I duca di Abercorn | 20. James Hamilton, visconte Hamilton            |  |  |       |  |  |                                                    |  |  |                                                      |  |
|                                                       |                              | 10. James Hamilton, I duca di Abercorn | 20. James Hamilton, visconte Hamilton            |  |  |       |  |  |                                                    |  |  |                                                      |  |
|                                                       |                              | 10. James Hamilton, I duca di Abercorn | 21. Lady Harriet Douglas                         |  |  |       |  |  |                                                    |  |  |                                                      |  |
| 5. Lady Albertha Hamilton                             |                              | 10. James Hamilton, I duca di Abercorn |                                                  |  |  |       |  |  |                                                    |  |  |                                                      |  |
|                                                       |                              | 11. Lady Louisa Jane Russell           | 22. John Russell, VI duca di Bedford             |  |  |       |  |  |                                                    |  |  |                                                      |  |
|                                                       |                              | 11. Lady Louisa Jane Russell           | 22. John Russell, VI duca di Bedford             |  |  |       |  |  |                                                    |  |  |                                                      |  |
|                                                       |                              | 11. Lady Louisa Jane Russell           | 23. Lady Georgiana Gordon                        |  |  |       |  |  |                                                    |  |  |                                                      |  |
| 1. John Spencer-Churchill, X duca di Marlborough      |                              | 11. Lady Louisa Jane Russell           |                                                  |  |  |       |  |  |                                                    |  |  |                                                      |  |
|                                                       | 12. William Henry Vanderbilt | 24. Cornelius Vanderbilt               |                                                  |  |  |       |  |  |                                                    |  |  |                                                      |  |
|                                                       | 12. William Henry Vanderbilt | 24. Cornelius Vanderbilt               |                                                  |  |  |       |  |  |                                                    |  |  |                                                      |  |
|                                                       | 12. William Henry Vanderbilt | 25. Sophia Johnson                     |                                                  |  |  |       |  |  |                                                    |  |  |                                                      |  |
| 6. William Kissam Vanderbilt                          | 12. William Henry Vanderbilt |                                        |                                                  |  |  |       |  |  |                                                    |  |  |                                                      |  |
|                                                       |                              | 13. Maria Louisa Kissam                | 26. Rev. Samuel Kissam                           |  |  |       |  |  |                                                    |  |  |                                                      |  |
|                                                       |                              | 13. Maria Louisa Kissam                | 26. Rev. Samuel Kissam                           |  |  |       |  |  |                                                    |  |  |                                                      |  |
|                                                       |                              | 13. Maria Louisa Kissam                | 27. Margaret Hamilton Adams                      |  |  |       |  |  |                                                    |  |  |                                                      |  |
| 3. Consuelo Vanderbilt                                |                              | 13. Maria Louisa Kissam                |                                                  |  |  |       |  |  |                                                    |  |  |                                                      |  |
|                                                       |                              | 14. Murray Forbes Smith                | 28. George Smith                                 |  |  |       |  |  |                                                    |  |  |                                                      |  |
|                                                       |                              | 14. Murray Forbes Smith                | 28. George Smith                                 |  |  |       |  |  |                                                    |  |  |                                                      |  |
|                                                       |                              | 14. Murray Forbes Smith                | 29. Delia Stirling Forbes                        |  |  |       |  |  |                                                    |  |  |                                                      |  |
| 7. Alva Erskine Smith                                 |                              | 14. Murray Forbes Smith                |                                                  |  |  |       |  |  |                                                    |  |  |                                                      |  |
|                                                       |                              | 15. Phoebe Ann Desha                   | 30. Robert Desha                                 |  |  |       |  |  |                                                    |  |  |                                                      |  |
|                                                       |                              | 15. Phoebe Ann Desha                   | 30. Robert Desha                                 |  |  |       |  |  |                                                    |  |  |                                                      |  |
|                                                       |                              | 15. Phoebe Ann Desha                   | 31. Eleanor Shelby                               |  |  |       |  |  |                                                    |  |  |                                                      |  |
|                                                       |                              | 15. Phoebe Ann Desha                   |                                                  |  |  |       |  |  |                                                    |  |  |                                                      |  |